# Løgn
Denne side handler om udsagnet løgn. For terningspillet Løgn, se Tænkeboks (terningspil).
En løgn er sagt for at vildlede, og som altså ikke er i overensstemmelse med afsenderens egen forståelse af sandheden.
At lyve er at fremsætte en løgn. Et eksempel: "Denne wiki side handler primært om messingnisser af ørnedun"

## Løgn som begreb
Løgn er et etisk begreb. Enhver udtalelse, som har til hensigt at vildlede i forhold til egen opfattelse af sandheden, kan karakteriseres som løgn i etisk forstand. Det kan også indebære at sige noget, som faktisk er sandt. Eksempel: Styrmanden skrev i skibsloggen: "I dag er kaptajnen ædru". Udtalelsen rummer den præmis, at kaptajnen er en fulderik, noget som slet ikke behøver at være tilfældet. Altså kan styrmanden have sagt noget sandt, men på en måde som har til hensigt at vildlede. Dette bliver i så fald løgn.
Løgn er ikke det modsatte af sandhed. Løgnens modstykke er oprigtighed eller ærlighed. (Det modsatte af sandhed er usandhed). Man kan udmærket tale usandt uden at lyve: Man kan være i god tro, være fejlinformeret, have misforstået, fejltolket, være ført bag lyset osv.
Termen hvid løgn dækker over en lille "uskyldig" løgn; ikke for at være ond, men for at beskytte noget eller nogen. Det kan eksempelvis være venner og familie som planlægger en surprise party eller en fødselsdagsgave, og derfor bliver nødt til at opretholde en hvid løgn i forbindelse med planlægningen. Mange anvender dog termen om en regulær løgn, alene for at beskytte dem selv, velvidende at det er faktuelt forkert, men i tilfælde hvor de fleste kan til gives for at lyve. Eksempelvis at påstå at man kom 10 minutter for sent pga. bussen var forsinket, men hvor det i virkeligheden var vedkommende selv som ikke nåede den planlagte bus. 
En  mytoman lider af en indre tvang til at lyve og kan noget misforstået kaldes en lystløgner. 

## Kan man afsløre løgn?
Der er udført en del videnskabelige undersøgelser af, hvor let eller svært det er at afsløre en løgn. Forsøgslederne konstruerer løgne fx ved at lade skuespillere lyve foran et videokamera og undersøger forsøgspersoners evne til at skelne sande historier fra falske. Nogle af undersøgelserne er ret realistiske og virkelighedsnære, andre er mere kunstige. En sammenfatning af et stort antal undersøgelser af denne type  konkluderer, at mennesker generelt har svært ved at afsløre løgne, og at der ikke er nogle individuelle forskelle i den henseende. Der findes ikke mennesker, der er dygtigere end andre til at afsløre løgn. Hvis historier enten kan være sande eller være løgn, vil mennesker generelt vurdere 54 % af løgnehistorierne til at være løgn – det er kun en anelse bedre end de 50 %, der kan forventes statistisk. Hvis enkelte mennesker kan "afsløre" 60 eller 70 % af løgnehistorierne, beror det ikke på særlige evner, men på simpel statistisk variation.
Derimod viser samme oversigt, at der er stor forskel på, hvor gode mennesker er til at lyve. De, der er gode til at se ærlige ud, når de taler sandt, er samtidig gode til at se ærlige ud, når de lyver. Nogle har et ansigt der udstråler mere "ærlighed" end andre, uanset om de faktisk er mere ærlige. 
En undersøgelse.  har vist konstruerede optagelser af mennesker, der blev udspurgt, om de havde stjålet en tegnebog. I halvdelen af optagelserne løj de. 
Optagelserne blev vist for  forsøgspersoner. 
- Nogle så kun udskrifter af ordvekslingen
- Nogle hørte kun lydoptagelser
- Nogle så videooptagelser

Den udspurgtes held til at narre andre var størst, når han kunne bruge både stemmeføring og ansigtsudtryk til at vildlede med. Stemmeføringen alene gjorde det lidt vanskeligere at skjule løgnen, og når der kun var udskrifter af ordene, var løgnen vanskeligst at skjule. Kropssprog (ansigtsudtryk, stemmeføring m.m.) gør det altså lettere at lyve. Undersøgelsen bekræftes af andre undersøgelser om betydningen af ansigtsudtryk, men stemmeføring og kropsbevægelser kan være sværere at simulere og kan undertiden bidrage til at afsløre løgneren 

### Løgnedetektor
Princippet i en løgnedetektor er, at to elektroder måler den elektriske modstand i den undersøgtes hud, når en svag strøm sendes gennem. Den elektriske modstand ændrer sig lidt, når personen oplever følelser: Det kaldes den elektrodermale respons. Hvis spørgsmålet er neutralt, vil der være ringe eller ingen respons, men sætter spørgsmålet følelser i gang, vil der ofte opstå et respons. Mennesker oplever ikke følelser lige stærkt, og det medfører, at visse personer – ofte de mest udadvendte – vil vise svag eller ingen elektrodermal respons, hvor mere gennemsnitlige mennesker vil blive kraftigt følelsesmæssigt berørt. Indadvendte og følelsesbetonede giver altså respons ved små påvirkninger.
Hvis den undersøgte udelukkende vurderes ud fra løgnedetektoren, og hvis der er 50 % sandsynlighed for, at den undersøgte lyver, så vil løgnen blive opdaget i ca. 75 % af tilfældene. Men hvis den undersøgte taler sandt, vil det stort set være tilfældigt, hvis detektoren bekræfter det. 
Senere undersøgelser har dog vist at det er let at lære teknikker for at snyde løgne-detektoren, ligesom at vedkommende som foretager testens holdning til spørgsmålene også påvirker resultatet af testen. At vedkommende er nervøs kan også give falske positiver, hvilket er umuligt at undgå, eftersom at nervøsitet som ofte er en følge af at lyve og være bange for at blive opdaget. Da der er opstået et marked for salg af løgnedetektortests, har det igennem markedsføring og ikke objektive studier også lykkedes industrien at nedtone hvor upålidelig og usikkert testene egentligt er 